# Lysøen
60°12′39.748″N 5°22′7.3560″Ø / 60.21104111°N 5.368710000°Ø
Lysøen er en villa og et museum på øen Lysøen i Lysefjorden i Bjørnafjorden kommune i Vestland fylke i Norge. Den er kendt som et kunstnerhjem da den blev opført af violinvirtuosen og komponisten Ole Bull (1810–1880) i årene 1872–1873. Bull havde Lysøen som hjem resten af livet.
Arkitekten bag villaen på Lysøen er Conrad Fredrik von der Lippe (1833–1901), og anlægget er unikt i norsk sammenhæng. Det regnes som et hovedværk i historismens arkitektur i Norge, og er udført i arabisk-maurisk stil og med russisk-inspireret løgkuppel-tårn. Bulls idé var at villaen skulle have stilelementer fra alle lande han havde besøgt. Villaen er udført i flere byggetrin. Villaen som den ser ud i dag, blev færdigbygget i 1905, i og med at Bulls datter Olea udvidede og ombyggede villaen for at ændre den til helårsbolig. Det er kun den ældste del af villaen som er tilgængelig for museumsbesøgende.
Mellemetagen består af et 20 meter langt musikværelse, som i dag bruges som koncertsal.
På Lysøen ligger også et gammelt gårdstun fra ca. 1670; dette er den ældste kendte faste bosættelse på øen. Gården var leilendingsbrug (udlejet pantegods) under Lyseklostergodset til 1870, da Ole Bull blev ejer af Lysøen. Bull selv udfoldede sig som landskabsarkitekt og anlagde stier, brygger, damme, udsigtspunkt, mm. Over hele den 70 hektar store ø er der anlagt sandbelagte gangstier. På Lysøens højeste punkt blev der i 1903 bygget et udsigtstårn hvor der er udsigt til blant andet Lysefjorden og udover Korsfjorden.
Lysøen med Ole Bulls villa blev i 1974 givet som gave til Fortidsminneforeningen, Bergen og Hordaland afdeling, af Ole Bulls barnebarn, Sylvea Bull Curtis; det drives i dag som en del af Kunstmuseerne i Bergen under navnet Museet Lysøen.
I dag er Ole Bulls villa og de små bygninger rundt om den de eneste bygninger på øen, men omkring Lysefjorden er der mange fritidsejendomme og boliger. Nordvik og Drange er nogle af de største byer, hvor mange bruger båd og besøger øen, men for turister går der båd fra fastlandet til villaen. I 1997 blev Lysøen kåret til Årets Friluftsområde i Hordaland. Kåringen blev blandt andet begrundet med at kulturminderne på Lysøen er en integreret del af friluftsområdet, og at området er et typisk nationalromantisk kulturmiljø.